# Salamanca Place

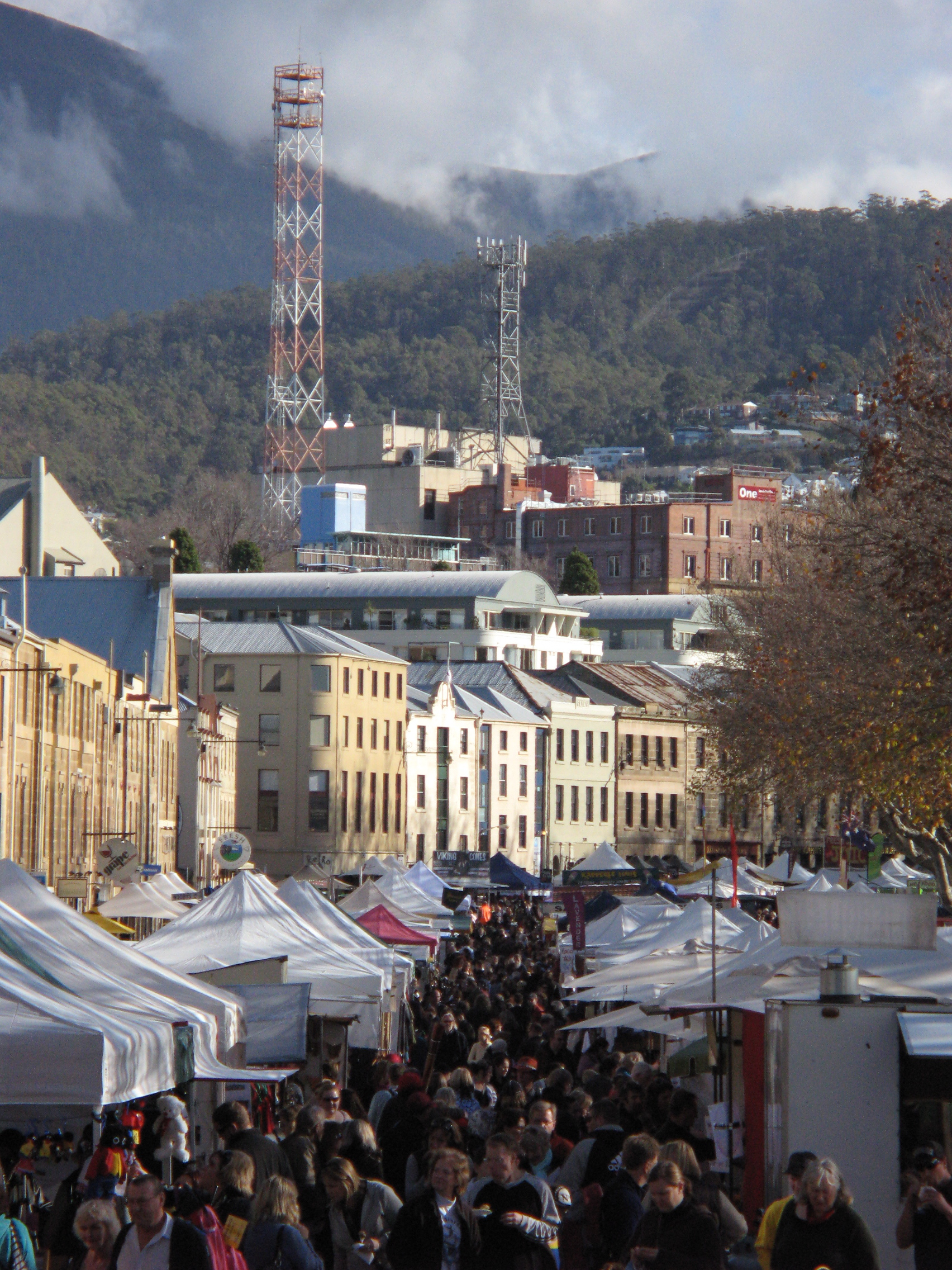
Salamanca Market, vista pelo norte em direção a Monte Wellington

Salamanca Place é um majestoso conjunto de lojas localizadas na cidade de Hobart, na ilha australiana da Tasmânia. Sua importância deve-se a servir como um ponto de encontro para os mercados mais importantes fora da Austrália.
Durante o 31 de dezembro e a primeira semana de janeiro a regata Sydney-Hobart é disputada e ficam milhares de espectadores ao longo da costa. Pode-se também destacar a celebração do Festival de Verão de Hobart, onde se ensina a culinária da Tasmânia.